# جریان زیرکش (مجموعه تلویزیونی)
جریان زیرکِش (انگلیسی: The Undertow) یک مجموعهٔ تلویزیونی برای نتفلیکس است که جیمی درنان در آن در نقش دو برادر دوقلوی همسان ایفای نقش می‌کند. این مجموعه اقتباسی از مجموعهٔ نروژی دوقلو (۲۰۱۹) از شبکهٔ ان‌ارکو است.

## داستان
آدام و نیکولا در ازدواجی بی‌عشق و بی‌روح گرفتار شده‌اند، اما بازگشت برادر دوقلوی همسان آدام، به نام لی، زندگی آن‌ها را دستخوش تغییر می‌کند.

## بازیگران
- جیمی درنان در نقش آدام و لی
- مکنزی دیویس در نقش نیکولا
- ایان د کسکر
- گری لوئیس

## تولید
شرکت‌های کامپلیت فیکشن و ویپ این مجموعه را برای نتفلیکس بر پایهٔ مجموعه نروژی دوقلو (۲۰۱۹) اقتباس می‌کنند. سارا دولارد، هانا جیمسون، اسکات کریپس و کام اودرا نویسندگان اقتباس این مجموعه هستند و دولارد علاوه بر نویسندگی، به‌عنوان تهیه‌کنندهٔ اجرایی نیز فعالیت دارد. جرمی لاورینگ کارگردانی و تهیه‌کنندگی اجرایی مجموعه را برعهده دارد و جیمی درنان نیز یکی از تهیه‌کنندگان اجرایی پروژه است. نیرا پارک و راشل پرایر از شرکت کامپلیت فیکشن همراه با دیوید فلین و پل لی از شرکت ویپ از دیگر تهیه‌کنندگان اجرایی هستند.
در مارس ۲۰۲۴ حضور جیمی درنان و مکنزی دیویس در نقش‌های اصلی تأیید شد.

## فیلم‌برداری
تصویربرداری اصلی این مجموعه در مه ۲۰۲۴ در ارتفاعات اسکاتلند آغاز شد. از دیگر لوکیشن‌های فیلم‌برداری می‌توان به جزایر اسکاتلندی ساترلند و آیزل آو مول اشاره کرد.

## انتشار
این مجموعه در سال ۲۰۲۵ از طریق نتفلیکس پخش خواهد شد.